# توماس برودی
توماس برودی (انگلیسی: Thomas Brodie؛ ۲۰ نوامبر ۱۹۰۳ – ۱ سپتامبر ۱۹۹۳) فرد نظامی اهل بریتانیا بود. وی همچنین برندهٔ جوایزی همچون ستاره نقره‌ای شده‌است.